# Carlos Pastore
Carlos Agustín Pastore Goiburú era natural de Mbuyapey, ciudad del departamento de Paraguarí, Paraguay cuna de próceres. Fue uno de los más importantes políticos paraguayos de su época.

## Infancia y estudios
Nació el 16 de mayo de 1907. Fue el tercer hijo varón de la familia constituida por don Carlos Pastore y doña María Coronada Goiburú Ibarra, y nieto de don Giacomo Pastore y doña Carlota Morteo, virtuosa dama que acogió al pequeño Carlos mientras completaba sus estudios secundarios en Asunción.
Finalizado el Bachillerato, Carlos ingresó a la Facultad de Derecho y Ciencias Sociales donde obtuvo su título de Abogado y Escribano. En su etapa universitaria fue presidente del Centro de Estudiantes de Notariado.
El parentesco con la familia  de Eligio Ayala, por una parte, y por otra, el prestigio político de su padre, el diputado nacional Carlos Pastore, volcaron el interés del joven abogado hacia el estudio de los complejos problemas económicos de la nación.

## La lucha por la tierra paraguaya
Pastore padre había sido autor en 1910, de un proyecto de Ley que proponía la recuperación de las tierras enajenadas tras la Guerra de la Triple Alianza, mediante  la compra, por parte del Estado, de cuatro leguas cuadradas en cada uno de los doce departamentos (48 leguas en total) para ser destinadas a los agricultores.
Estos antecedentes explican sobradamente como se concibió en la mente del protagonista la vehemente pasión hacia el añejo problema de la distribución de la tierra y consecuentemente de las situaciones suscitadas por el bajo rendimiento de los fundos, con la recurrente pobreza y atraso de la población rural. 
Tal vez su origen campesino haya pesado también en esa inquietud febril que lo acompañó hasta el fin de sus días.
Durante el mandato del doctor José P. Guggiari, ocupó por corto tiempo el cargo de Subsecretario de la Presidencia, función que se interrumpió por el trágico y conocido suceso del 23 de octubre de 1931.

## La guerra y sus consecuencias
Convocado para la guerra del Chaco, en ella actuó como Oficial de Reserva, prestando servicios en el Comando del Ejército en Operaciones, en carácter de Jefe de la Sección Correos y Claves, delicada función que lo mantuvo en contacto continuo y estrecho, durante toda la contienda con el general José Félix Estigarribia y con el cuerpo de oficiales de alto rango que lo componían.
En reconocimiento de sus servicios fue condecorado con la Cruz del Chaco.
Firmado el acuerdo de cese de las hostilidades, el 12 de junio de 1935, el joven doctor Pastore formó parte activa de la representación paraguaya en las deliberaciones realizadas en la ciudad de Buenos Aires para lograr la firma del Tratado de Paz con Bolivia y determinación de los límites del Chaco.
Las difíciles deliberaciones de la Comisión de Límites se vieron obstaculizadas por el cambio de gobierno ocurrido en el Paraguay con motivo de la revolución del 17 de febrero que llevó al poder al Coronel Rafael Franco. Restablecido el Partido Liberal en el poder, ocupó la presidencia el doctor Félix Paiva, para dar curso a las discusiones que finalizaron con el mencionado Tratado de Paz. 
A fines de 1938, el entonces ministro de Economía, Ing. José Bozzano le ofreció la presidencia del Departamento de Tierras y Colonias. El general Estigarribia, entonces nominado candidato a la presidencia de la República, lo instó a aceptar el cargo recomendándole promover durante su gobierno una amplia y decidida política agraria.
El Directorio del citado Departamento funcionaba en el predio donde se halla el Asunción Palace Hotel, antigua residencia de Venancio López Carrillo. En su gestión dio a conocer un proyecto de reforma agraria, impreso en 1940 con el nombre de “Estatuto Agrario”.
Ocurrida la trágica desaparición del presidente Estigarribia y el advenimiento del régimen autoritario del general Higinio Morínigo, las restricciones impuestas a la actividad política y a la libertad de expresión obligaron a Pastore, liberal de principios, a abandonar el país al igual que a otros cientos de relevantes figuras de la intelectualidad paraguaya.

## El exilio y su obra bibliográfica
Establecido en Montevideo, halló en ese ambiente de democracia y concordia, el campo propicio para el desarrollo de su obra política, profesional y cultural. 
El don de gente y la amplia cultura  del maestro Pastore le abrieron las puertas para establecer contactos con los altos exponentes de la política y del periodismo rioplatense. Muy pronto se tornó un nombre destacado, por sus brillantes dotes y por su reconocida versación sobre temas que afectaban por igual a las naciones sudamericanas la crisis democrática y consecuentemente la pérdida de las libertades ciudadanas.
Estas virtudes de vindicador de los derechos cívicos elementales le conquistaron la amistad de  figuras de primera magnitud en los círculos políticos y sociales del Uruguay y la Argentina, como lo fueran Luis Batlle Berres, Ulises Pivel Devoto y Arturo Ardao.
Con alta solvencia intelectual, ejerció, durante su largo destierro el periodismo y la abogacía.
En 1947 publicó “El Paraguay y la tiranía de Morínigo”, una franca acusación contra las persecuciones sufridas por los ciudadanos que se oponían al nefasto sistema de gobierno.
No descuidó la cuestión agraria. Escribió sobre el tema, un valioso estudio denominado “La Lucha por la Tierra en el Paraguay”, editado en 1949, por la Editorial Antequera, en Montevideo. Un clásico de la literatura nacional de obligada consulta para los que desean conocer el origen del complejo panorama de la propiedad del suelo, de señalada actualidad en el panorama sociopolítico paraguayo. 
Su análisis es visionario, hasta futurista. Las apreciaciones del doctor Carlos Pastore no han perdido vigencia en los sesenta años transcurridos desde la primera edición de la obra, pese a los cambios económicos, tecnológicos, demográficos y sociales de esta era.
En 1972 apareció una segunda edición del título con agregados al margen, hechas por el propio autor. 
En 1988, se publicó “En Gran Chaco en la formación territorial del Paraguay” de la Editora Criterio de Asunción, obra que don Domingo Rivarola define como el trabajo de mayor envergadura del autor desde la reedición de la “Lucha por la Tierra en el Paraguay”. El autor considera algunos hechos históricos decisivos en torno a la defensa del Chaco Paraguayo.
En junio de 2008 se dio a conocer una tercera reedición de la obra cumbre de Pastore, realizada en ocasión del centenario del  nacimiento del autor y como un homenaje de los hijos al celebrado escritor. En esta edición del doctor Carlos Pastore se han adicionado otras anotaciones del autor y algunas notas del mismo rigurosamente compiladas por sus sucesores. 
En la obra reeditada se halla desarrollado el quinto Período de la Época Constitucional, etapa histórica en la que el Paraguay se encontró impuesto a despojos, enajenaciones y concesiones ilegítimas de sus bienes naturales, al que el autor denomina “Del Movimiento de Contrarreforma agraria”. Comprende cuatro títulos, siendo el último “De la Década del sesenta”.
Cuenta con rica y actualizada bibliografía. Se puede considerar a esta obra como el análisis más serio realizado hasta la fecha sobre el problema agrario paraguayo. Se trata de una obra de sumo interés, al interpretar a profundizar el problema campesino desde los orígenes coloniales hasta el presente y que cobra a diario mayor importancia; ayuda a ilustrar como elaborar los planes que  encaminen a una mejor distribución de las riquezas del suelo paraguayo. 

## Su legado
La Biblioteca del desaparecido doctor Pastore se conserva depositada en la Academia Paraguaya de la Historia. La misma fue adquirida por el gobierno nacional y dejada en custodia a los cuidados de la organización rectora de la historia nacional. Su caudal de libros y documentos, de valor histórico incalculable, se halla clasificada y expuesta a la curiosidad de aquellos que acometan el desafío de rescatar e investigar los acontecimientos que definieron la historia y la geografía de nuestro país. 
El doctor Carlos Pastore desarrolló una intensa actividad política. Fue presidente del Partido Liberal en el exilio (1959) y llevó a cabo una fuerte campaña en contra del autoritarismo en el Paraguay.
Político e historiador de luces, honró con su estampa a diversas corporaciones y academias del Paraguay y del extranjero. Fue Miembro de Número de la Academia Paraguaya de la Historia, Académico Correspondiente del Instituto Histórico y Geográfico del Uruguay y de la Real Academia de la Historia de España.
La pérdida de la visión y su delicada salud no fueron obstáculo para que dejase de continuar imprimiendo sus enseñanzas y directivas. 
El importante referente de las ciencias políticas y jurídicas falleció en Asunción en 1996.